# Makilala, Cotabato

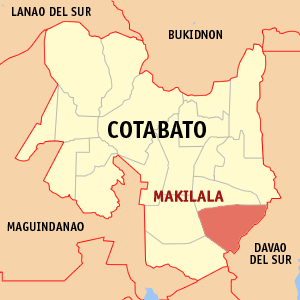
Bản đồ của Cotabato với vị trí của Makilala

Makilala là một đô thị hạng 2 ở tỉnh Cotabato, Philippines. Theo điều tra dân số năm 2000, đô thị này có dân số 63.039 người trong 12.380 hộ.

## Các đơn vị hành chính
Makilala được chia thành 38 barangay.
| - Batasan - Bato - Biangan - Buena Vida - Buhay - Bulakanon - Cabilao - Concepcion - Dagupan - Garsika - Guangan - Indangan - Jose Rizal | - Katipunan II - Kawayanon - Kisante - Leboce - Libertad - Luayon - Luna Norte - Luna Sur - Malabuan - Malasila - Malungon - New Baguio - New Bulatukan | - New Cebu - Old Bulatukan - Poblacion - Rodero - Saguing - San Vicente - Santa Felomina - Santo Niño - Sinkatulan - Taluntalunan - Villaflores - New Israel |